# 아르데슈주의 아롱디스망

2007년 2월 22일 법령 시행 후 기준 아르데슈 주의 3개 아롱디스망.

아르데슈주의 아롱디스망에는 총 3개가 있다.
- 라르장티에르 아롱디스망 (준주도 : 라르장티에르)은 10개의 캉통과 103개의 코뮌이 속해 있다.
- 프리바 아롱디스망 (엔 주의 주도 : 프리바)은 11개의 캉통과 110개의 코뮌이 속해 있다.
- 투르농쉬르론 아롱디스망 (준주도 : 투르농쉬르론)은 12개의 캉통과 126개의 코뮌이 속해 있다.

## 역사
- 1790년 3월 : 앙노네, 오브나, 라르장티에르, 프리바, 투르농, 베르누, 빌뇌브드베르 등 7개의 디스트리크와 함께 프랑세 주가 생성됨
- 1790년 8월 : 오브나, 주아이외, 투르농 구 등 3개 디스트리크로 개편
- 1800년 : 프리바, 라르장티에르, 투르농 아롱디스망 설치
- 2007년 2월 22일 : 주 법령에 따라 프리바 아롱디스망에서 앙트레그쉬르볼란 캉통, 오브나 캉통, 발레뱅 캉통, 빌뇌브드베르그 캉통이 분리되어 라르장티에르 아롱디스망에 병합됨[1].